# 耶律吳哥
耶律吳哥（?—?），又称五哥，汉名耶律宗训。中國遼朝辽圣宗第四子，母仆隗氏。受封燕王。
开泰二年（1013年）七月，辽圣宗封太尉耶律吳哥为大内惕隐。又任南京留守。逝世于南京。
玄孫西北遼皇帝耶律朮烈。